# Сестини, Доменико
Доменико Сестини (итал. Domenico Sestini; 1750—1832) — итальянский нумизмат.
Объездил большую часть Европы и Левант, усердно собирая монеты и в то же время изучая топографию, промышленность, естественные произведения и характер посещаемой страны. Описание его путешествий имеет большую цену по своей точности и полноте. В конце жизни был профессором в Пизе. Почетный член Петербургской Академии наук c 20.12.1826.
Главные труды:
- «Lettere et dissertazioni numismatiche sopra alcune medaglie rare della collezione Ainsli anea etc.» (Ливорно, 1789—1805);
- «Classes generales seu monetae urbium, populorum et regum ordine geographico» (Лпц., 1796; 2-е изд. Флоренция, 1821),
- «Lettere е dissertazioni numismatiche» (9 т., Мил., 1813—1820),
- описания Гедерварского музея (7 т., 1828—30) и Шодуаровской коллекции греческих медалей (1831).

Его рукописи купил великий герцог тосканский Леопольд II. Между ними находится его «Systema geographicum numismaticum» в 14 т.